# Libnotes quinquegeminata
Libnotes quinquegeminata är en tvåvingeart som först beskrevs av Alexander 1950.  Libnotes quinquegeminata ingår i släktet Libnotes och familjen småharkrankar.
Artens utbredningsområde är Vanuatu. Inga underarter finns listade i Catalogue of Life.